# Halloween (álbum)
Halloween es un álbum en directo del músico y compositor estadounidense Frank Zappa, lanzado en formato DVD-Audio por Vaulternative Records en 2003. Contiene grabaciones compiladas de varios conciertos en The Palladium, Nueva York a finales de octubre de 1978; incluyendo un concierto de Halloween el 31 de octubre; junto con contenido de video de la misma época. 

## Lista de canciones
Todas las canciones compuestas por Frank Zappa, excepto donde se indique lo contrario.

### Pistas de audio
1. "NYC Audience" – 1:17
2. "Ancient Armaments" – 8:23
3. "Dancin' Fool" – 4:35
4. "Easy Meat" – 6:03
5. "Magic Fingers" – 2:33
6. "Don't Eat the Yellow Snow" – 2:24
7. "Conehead" – 4:02
8. "Zeets" (Vinnie Colaiuta) – 2:58
9. "Stink-Foot" – 8:51
10. "Dinah-Moe Humm" – 5:27
11. "Camarillo Brillo" – 3:14
12. "Muffin Man" – 3:32
13. "Black Napkins (The Deathless Horsie)" – 16:56

La pista 5, "Magic Fingers", es una versión editada del concierto del 31 de octubre junto con los dos conciertos del día 27 de octubre. Las demás pistas fueron grabadas de los siguientes conciertos:
- 27 de octubre, primer concierto; pistas 10–12
- 27 de octubre, segundo concierto; pista 4
- 28 de octubre, primer concierto; pista 7
- 31 de octubre; pistas 1, 2, 3, 6, 8, 9 y 13

### Contenido adicional
- "Suicide Chump" – 9:31
  - Vídeo en blanco y negro, grabado en Capitol Theatre, Passaic Nueva Jersey 13 de octubre de 1978
- "Dancin' Fool" – 3:48
  - Vídeo en color tomado de la aparición de Zappa en Saturday Night Live, en Nueva York el 21 de octubre de 1978
- Radio interview – 9:41
  - Sólo audio; en WPIX con Mark Simone el 30 de octubre de 1978

## Personal
- Frank Zappa – guitarra, voz
- Vinnie Colaiuta – batería
- Arthur Barrow – bajo
- Patrick O'Hearn – bajo
- Tommy Mars – teclados
- Denny Walley – guitarra, voz
- Peter Wolf – teclados
- Ed Mann – percusión
- L. Shankar – violín